# Cyrtodactylus astrum
Cyrtodactylus astrum es una especie de gecos de la familia Gekkonidae.

## Distribución geográfica yhábitat
Es endémica del extremo sur de la Tailandia peninsular y el norte de la Malasia Peninsular. Su rango altitudinal oscila entre 150 y 180 m s. n. m..